# 通訊螯蝦
通訊螯蝦（英語：signal crayfish；學名：Pacifastacus leniusculus），又名訊號螯蝦或宽大太平螯虾，是太平洋鰲蝦屬下的一種鰲蝦，原產於于北美洲。1960年代引進歐洲以補充因龍蝦瘟疫真菌而大規模滅絕的奥斯塔欧洲螯虾，但實際上通訊螯蝦才是小龍蝦瘟疫真菌的攜帶者。此外在世界其他一些地區通訊螯蝦也是入侵物種。

## 形態

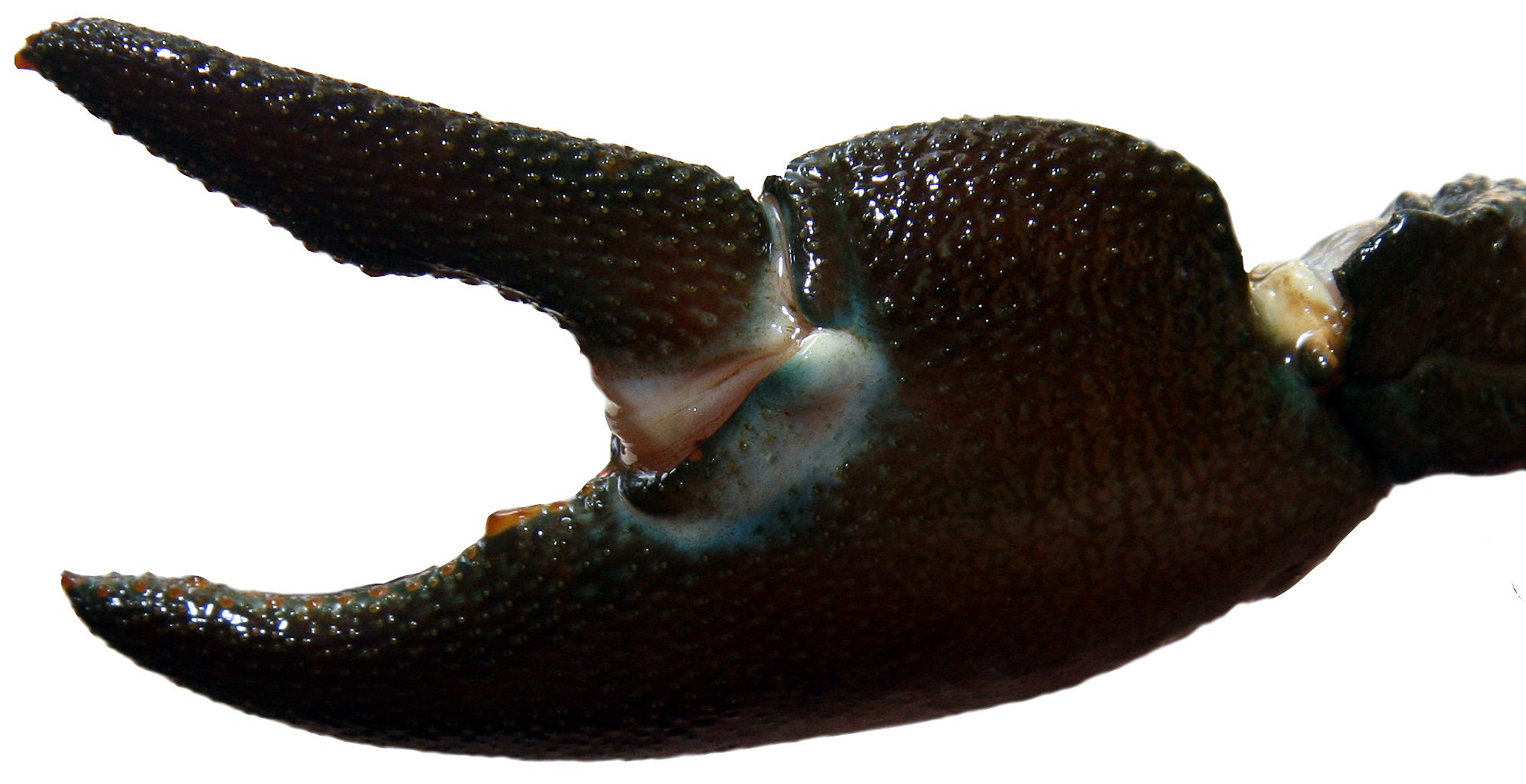
螯

通訊螯蝦體長一般在6—9（2.4—3.5英寸）之間，但也可長到16—20.32（6.30—8.00英寸）。其甲殼呈藍褐色。它的鉗子中間有一處白色或藍綠色的斑點，像是鐵路上指揮用的旗幟，因而得名。
通訊螯蝦在秋天產卵，每次產200–400枚，由雌性攜帶在腹部，來年春天孵化。孵化後的通訊螯蝦在經歷三次脫殼後離開母體，兩到三年後成年。其壽命最高可達20年。

## 原產地
通訊螯蝦原產於洛基山脈以西的北美洲地區，1912年引入加利福尼亞州的聖羅倫佐河，並在這裡大量繁衍，最終擴散到整個加州。這導致了加州許多其他小龍蝦的滅絕，現在原產於該州的小龍蝦只剩下沙斯塔小龍蝦。此外阿拉斯加州也有其蹤跡。

## 入侵物種

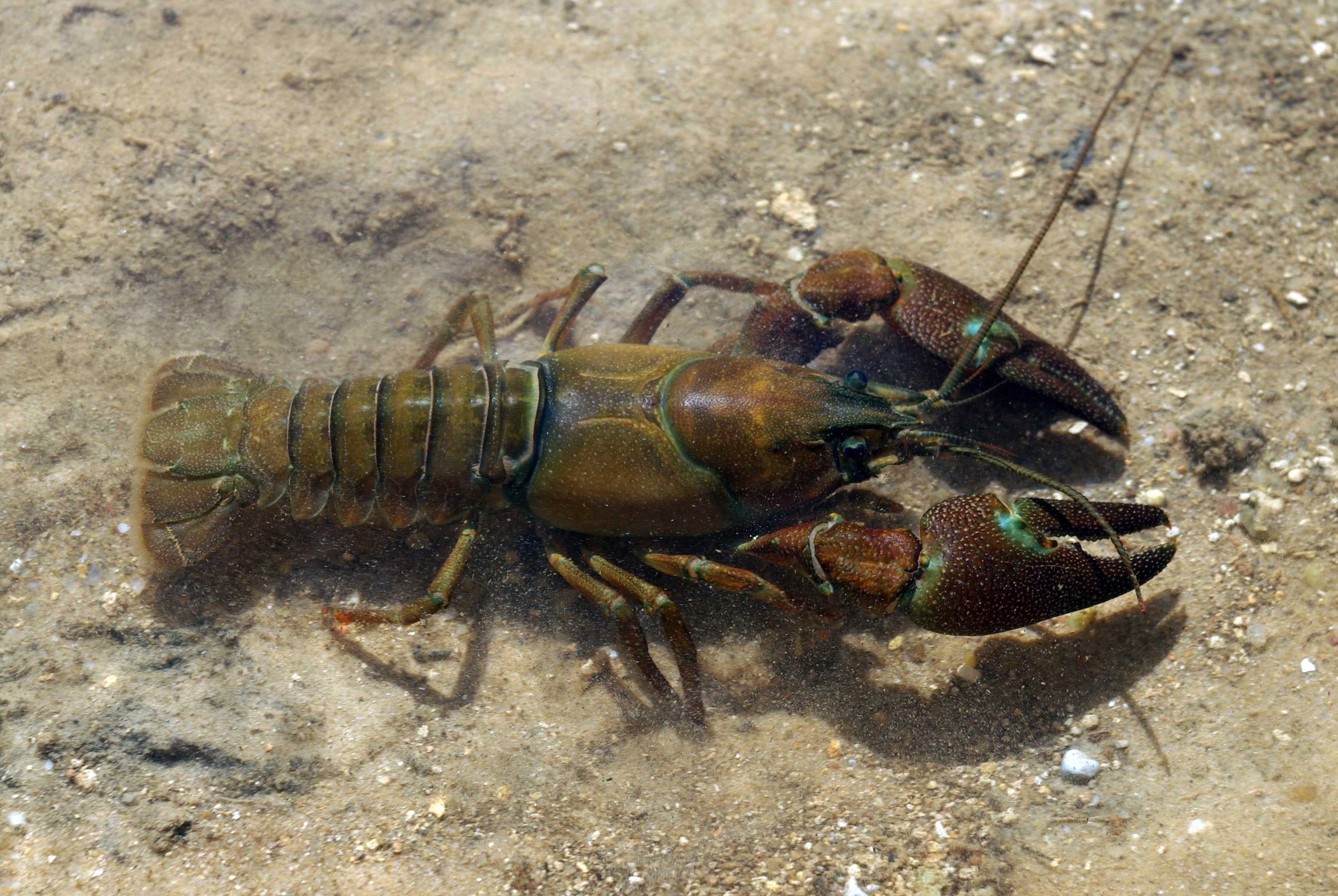
西班牙的一隻通訊螯蝦

1907年歐洲開始出現龍蝦瘟疫真菌，導致原產於歐洲的奥斯塔欧洲螯虾大規模滅絕。因此1960年代應商業捕撈的需要，通訊螯蝦被引入瑞典和芬蘭。但實際上通訊螯蝦才是小龍蝦瘟疫真菌的攜帶者。
帶菌的通訊螯蝦的繁殖力及侵略性很強，因為是雜食性，所到之處生物多樣性銳減，另外在沒有獵食對象時，經典小龍蝦也會互相吞食。迅速繁衍的通訊螯蝦很快就佔領了整個歐洲的水域，英國也在1976年引入通訊螯蝦，但似乎愛爾蘭並沒有受到影響。
防止過度繁殖 由於近年來通訊螯蝦大量繁殖，造成英國來河川裡白爪小龍蝦大量死亡瀕臨危機，使得英國學者加速研究，企圖減少通訊螯蝦的繁殖，以拯救河川跟沿岸結構，以及回復生物的多樣性。

## 外部連結
- . The Vega Science Trust. 2002  [2018-05-06]. （原始内容 (RealVideo)存档于2012-05-10）.
- . BBC News. August 15, 2008  [2018-05-06]. （原始内容存档于2020-10-08）.
- 维基共享资源上的相關多媒體資源：Pacifastacus leniusculus
- . Buglife – The Invertebrate Conservation Trust.   [2018-05-06]. （原始内容存档于2020-10-25）.